# Herning Kommune (1970–2006)
| Strukturdaten       | Strukturdaten   |
| ------------------- | --------------- |
| Sitz der Verwaltung | Herning         |
| Fläche              | 541,61 km²      |
| Einwohner           | 59.511 (2006)   |
| Kommune seit 2007   | Herning Kommune |

Herning Kommune war bis Dezember 2006 eine dänische Kommune im damaligen Ringkjøbing Amt in Jütland. Sitz der Kommune war Herning.
Seit Januar 2007 ist sie zusammen mit den ehemaligen Kommunen Aulum-Haderup, Trehøje und Aaskov Teil der neuen Herning Kommune.